# Wesenberg (Meclemburgo-Pomerânia Ocidental)
Wesenberg é um município da Alemanha, situado no distrito do Planalto Lacustre de Meclemburgo, no estado de Meclemburgo-Pomerânia Ocidental. Tem 89,43 km² de área, e sua população em 2019 foi estimada em 3.031 habitantes.